# Afromysis macropsis
Afromysis macropsis är en kräftdjursart som beskrevs av W. M. Tattersall 1922. Afromysis macropsis ingår i släktet Afromysis och familjen Mysidae. Inga underarter finns listade i Catalogue of Life.